# Les Roses de Matmata
Pour plus de détails, voir Fiche technique et Distribution.
Les Roses de Matmata est un film belgo-canadien réalisé par José Pinheiro, sorti en 1986.

## Fiche technique
- Titre français : Les Roses de Matmata
- Réalisation : José Pinheiro et Jean-Pierre Berckmans (réalisateur deuxième équipe à Bruxelles)
- Scénario : Francine Langlois et Guy Pion
- Photographie : Michel Baudour
- Musique : Dan Lacksman et Michel Moers
- Pays d'origine :  Canada,  Belgique
- Date de sortie : 1986

## Distribution
- Dayle Haddon : Diane Collins
- Jean-Luc Bideau : Henry Van Damme
- Tarak Harbi : Douiri
- Abdallah Chahed : Si Hamida
- Philippe Volter : Max
- Bert André : Monsieur Simon
- Jean Fontaine : Tom Curley (voix)
- Gérard Hernandez : Douiri (voix)
- Peter MacNeill